# 순다땃쥐
순다땃쥐(Crocidura monticola)는 땃쥐과에 속하는 포유류의 일종이다. 인도네시아와 말레이시아에서 발견된다.

## 특징
몸통 길이가 40~68mm이고 꼬리 길이 33.5~55mm, 뒷발 길이는 9.8~13mm이다. 순다 대륙붕 지역의 가장 작은 땃쥐로 모든 주요 섬에서 발견되는 유일한 종이다.

## 분포
보르네오섬과 수마트라섬, 자와섬, 믈라카주(태국 끄라 지협 남쪽 지역 포함)에서 발견된다.